# Ridderorden in Irak
Het koninkrijk Irak werd na het Verdrag van Sèvres in 1919 ingesteld en stond sterk onder Britse invloed. De koningen hebben meerdere ridderorden ingesteld, waaronder:
- De Orde van de Twee Rivieren (Arabisch: "Wisam al-Imtiaz-i-Rafidain") 1922
- De Orde van de Hashemiten (Arabisch: "Wisam al-Hashimi") 1932
- De Orde van Faisal I (Arabisch: "Wisam al-Faisal al-Awwal") 1932

In 1958 werd de koninklijke familie uitgemoord en de republiek Irak werd uitgeroepen. Men hield  
- De Orde van de Twee Rivieren (Arabisch: "Wisam al-Imtiaz-i-Rafidain")

in gewijzigde vorm aan en stichtte ook
- De Orde van de Republiek.